# Dendryphantes
Dendryphantes is een geslacht van spinnen uit de familie springspinnen (Salticidae).

## Soorten
De volgende soorten zijn bij het geslacht ingedeeld:
- Dendryphantes aethiopicus Wesolowska & Tomasiewicz, 2008
- Dendryphantes amphibolus Chamberlin, 1916
- Dendryphantes andinus Chamberlin, 1916
- Dendryphantes arboretus Wesolowska & Cumming, 2008
- Dendryphantes barguzinensis Danilov, 1997
- Dendryphantes barrosmachadoi Caporiacco, 1955
- Dendryphantes biankii Prószyński, 1979
- Dendryphantes bisquinquepunctatus Taczanowski, 1878
- Dendryphantes calus Chamberlin, 1916
- Dendryphantes caporiaccoi Roewer, 1951
- Dendryphantes centromaculatus Taczanowski, 1878
- Dendryphantes chuldensis Prószyński, 1982
- Dendryphantes comatus Karsch, 1880
- Dendryphantes czekanowskii Prószyński, 1979
- Dendryphantes darchan Logunov, 1993
- Dendryphantes duodecempunctatus Mello-Leitão, 1943
- Dendryphantes fulvipes (Mello-Leitão, 1943)
- Dendryphantes fulviventris (Lucas, 1846)
- Dendryphantes fusconotatus (Grube, 1861)
- Dendryphantes hararensis Wesolowska & Cumming, 2008
- Dendryphantes hastatus (Clerck, 1757)
- Dendryphantes hewitti Lessert, 1925
- Dendryphantes honestus (C. L. Koch, 1846)
- Dendryphantes lanipes C. L. Koch, 1846
- Dendryphantes legibilis (Nicolet, 1849)
- Dendryphantes lepidus (Peckham & Peckham, 1901)
- Dendryphantes linzhiensis Hu, 2001
- Dendryphantes madrynensis Mello-Leitão, 1940
- Dendryphantes mendicus (C. L. Koch, 1846)
- Dendryphantes modestus (Mello-Leitão, 1941)
- Dendryphantes mordax (C. L. Koch, 1846)
- Dendryphantes nicator Wesolowska & van Harten, 1994
- Dendryphantes nigromaculatus (Keyserling, 1885)
- Dendryphantes niveornatus Mello-Leitão, 1936
- Dendryphantes nobilis (C. L. Koch, 1846)
- Dendryphantes ovchinnikovi Logunov & Marusik, 1994
- Dendryphantes patagonicus Simon, 1905
- Dendryphantes potanini Logunov, 1993
- Dendryphantes praeposterus Denis, 1958
- Dendryphantes pseudochuldensis Peng, Xie & Kim, 1994
- Dendryphantes pugnax (C. L. Koch, 1846)
- Dendryphantes purcelli Peckham & Peckham, 1903
- Dendryphantes quaesitus Wesolowska & van Harten, 1994
- Dendryphantes rafalskii Wesolowska, 2000
- Dendryphantes ravidus (Simon, 1868)
- Dendryphantes reimoseri Roewer, 1951
- Dendryphantes rudis (Sundevall, 1833)
- Dendryphantes sacci Simon, 1886
- Dendryphantes sanguineus Wesolowska, 2011
- Dendryphantes schultzei Simon, 1910
- Dendryphantes secretus Wesolowska, 1995
- Dendryphantes sedulus (Blackwall, 1865)
- Dendryphantes seriatus Taczanowski, 1878
- Dendryphantes sexguttatus (Mello-Leitão, 1945)
- Dendryphantes strenuus (C. L. Koch, 1846)
- Dendryphantes tuvinensis Logunov, 1991
- Dendryphantes villarrica Richardson, 2010
- Dendryphantes yadongensis Hu, 2001
- Dendryphantes zygoballoides Chamberlin, 1924